# Куртфонтен (Јура)
Куртфонтен (фр. Courtefontaine) насеље је и општина у источној Француској у региону Франш-Конте, у департману Јура која припада префектури Доле.
По подацима из 2011. године у општини је живело 222 становника, а густина насељености је износила 16,28 становника/km². Општина се простире на површини од 13,64 km². Налази се на средњој надморској висини од 280 метара (максималној 306 m, а минималној 225 m).

## Демографија
| 1962. | 1968. | 1975. | 1982. | 1990. | 1999. | 2011. |
| ----- | ----- | ----- | ----- | ----- | ----- | ----- |
| 85    | 106   | 119   | 138   | 185   | 178   | 222   |

График промене броја становника у току последњих година